# Gipsy.cz
Gipsy.cz er et tjekkisk band. De synger mest hiphop og repræsenterede Tjekkiet i Eurovision Song Contest 2009, men gik ikke videre til finalen, da de ikke opnåede et eneste point.